# Olănești
Olănești è un comune della Moldavia situato nel distretto di Ștefan Vodă di 5.297 abitanti al censimento del 2004.